# Густав Мраз
Густав Мраз (чеськ. Gustáv Mráz, 11 вересня 1934 — 2 червня 2025) — чехословацький футболіст, що грав       на позиції захисника, зокрема, за клуби «Червена Гвєзда» та «Спартак Соколово», а також національну збірну Чехословаччини.
Дворазовий чемпіон Чехословаччини.

## Клубна кар'єра
У футболі дебютував 1957 року виступами за команду «Червена Гвєзда» з Братислави, в якій провів два сезони. За цей час виборов титул чемпіона Чехословаччини.
1964 року перейшов до клубу «Спартак Соколово» з Праги, за який відіграв 1 сезон.  За цей час додав до переліку своїх трофеїв ще один титул чемпіона Чехословаччини. Завершив професійну кар'єру футболіста виступами за команду «Спартак Соколово» (Прага) у 1965 році.

## Виступи за збірну
1957 року дебютував в офіційних матчах у складі національної збірної Чехословаччини. Протягом кар'єри у національній команді провів у її формі 11 матчів.
У складі збірної був учасником чемпіонату світу 1958 року у Швеції, де зіграв з Північною Ірландією (0-1), ФРН (2-2), Аргентиною (6-1) і знову проти Північної Ірландії (1-2).

## Титули і досягнення

### Командні
- Чемпіон Чехословаччини (2):

«Червена Гвєзда»: 1959
«Спартак Соколово»: 1965

### Особисті
- Найкращий бомбардир Кубка Кубків 1965: (6 — разом з Керкгоффсом і Машеком)